# Уилямстаун
Уилямстаун (на английски: Williamstown) е град в окръг Бъркшър, Масачузетс, Съединени американски щати. Основан е през 1749 и първоначално се нарича Уест Хузак, а по-късно е преименуван по фамилното име на местния гражданин Ефраим Уилямс, завещал значителна сума на общината при това условие. Населението на Уилямстаун е 7835 души (по приблизителна оценка от 2017 г.).
В Уилямстаун се намира колежът „Уилямс“.

## Известни личности
Родени в Уилямсвил
- Матю Пери (1969 – 2023), актьор